# التحليل الطيفي للأشعة تحت الحمراء القريبة

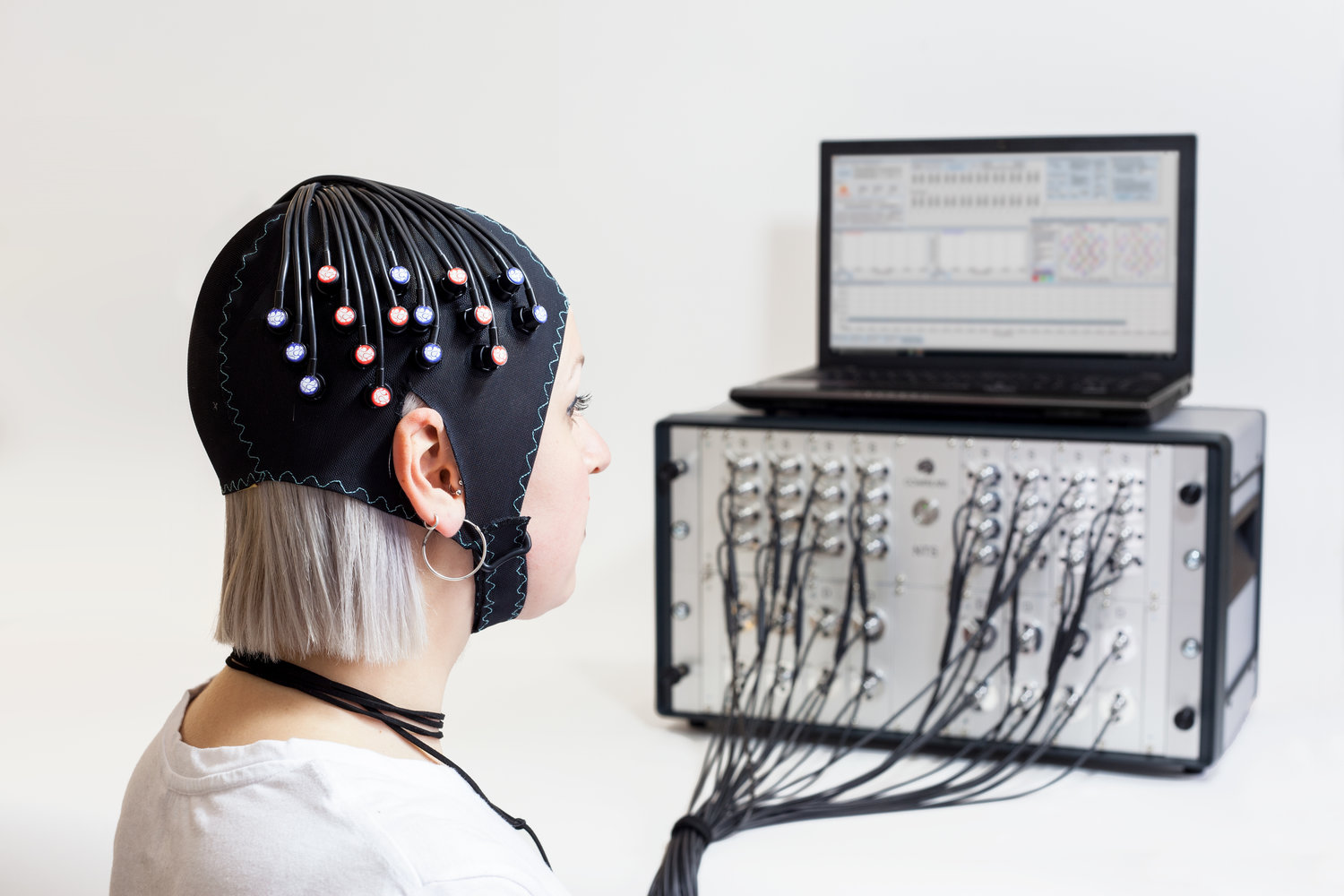
fNIRS بنظام جويرلاب إن تي إس

التحليل الطيفي للأشعة تحت الحمراء القريبة (اختصارًا fNIRS) هي تقنية بصرية لمراقبة الدماغ تستخدم التحليل الطيفي للأشعة تحت الحمراء القريبة لغرض التصوير العصبي الوظيفي. باستخدام (fNIRS)، يُقاس نشاط الدماغ باستخدام ضوء الأشعة تحت الحمراء القريب لتقدير النشاط الدموي القشري الذي يحدث استجابة للنشاط العصبي. إلى جانب مخطط كهربية الدماغ EEG، يُعد fNIRS أحد أكثر تقنيات التصوير العصبي غير الغازية الأكثر شيوعًا التي يمكن استخدامها في السياقات المحمولة. غالبًا ما تقارن الإشارة بإشارة "BOLD" التي تقاس بالرنين المغناطيسي الوظيفي وهي قادرة على قياس التغيرات في كل من تركيز الأكسجين وديوكسي هيموغلوبين، ولكنها لا تستطيع القياس إلا من المناطق القريبة من السطح القشري. قد يشار إلى fNIRS أيضًا باسم الطوبوغرافيا البصرية (OT) وأحيانًا يشار إليها ببساطة باسم NIRS.